# Legge di complessità e coscienza
La legge di complessità e coscienza è la tendenza che, secondo il pensiero di Pierre Teilhard de Chardin, esiste all'interno della materia a diventare maggiormente complessa e allo stesso tempo ad accrescere la coscienza.
La legge fu dapprima formulata dal gesuita e paleontologo Pierre Teilhard de Chardin. Teilhard sostiene che la tendenza della materia a rendersi sempre più complessa si può osservare nella storia dell'evoluzione della Terra. La materia diventa più complessa passando dallo stato inanimato, alla vita delle piante, alla vita degli animali, alla vita dell'uomo. Si potrebbe anche dire dalla geosfera, alla biosfera, alla noosfera della quale fanno parte gli esseri umani in quanto sono dotati di coscienza in grado di riflettere su sé stessa. Al procedere dell'evoluzione attraverso la geosfera, la biosfera e la noosfera, la materia aumenta in modo continuo sia la complessità che la coscienza.
Per Teilhard de Chardin, la legge di complessità e coscienza si estrinseca anche attualmente nella forma della socializzazione dell'umanità. La superficie chiusa e circolare della Terra contribuisce ad aumentare la compressione (socializzazione) dell'umanità. A mano a mano che gli esseri umani accrescono la vicinanza e il contatto fra di loro, i loro modi di interazione diventano progressivamente più complessi in forma di reti sociali meglio organizzate in grado di contribuire ad un aumento complessivo della coscienza, ovvero della noosfera. Teilhard de Chardin immagina anche una soglia critica, che chiama Punto Omega, che costituisce il punto più alto di complessità (socializzazione), e quindi di coscienza, che l'umanità può raggiungere. A questo punto la coscienza travalica lo spazio e il tempo e si colloca su un altro e più elevato piano dell'esistenza dal quale non può più tornare indietro.
(Pierre Teilhard de Chardin, The Future of Man)